# Иваньская улица
Ива́ньская — небольшая улица в историческом центре Великого Новгорода. Находится на Торговой стороне, в северной части Ярославова Дворища. Проходит от Большой Московской до Дворцовой улицы.
Названа по расположенной на ней церкви Иоанна Предтечи на Опоках. В 1582—83 гг. упоминается впервые как Ивановаская. Современный вид приняла при перепланировке Новгорода в конце XVIII века.
В XIX—XX вв. называлась также Предтеченской (по одноимённой церкви). В 1919 году получила название улица Луначарского. 1 января 1946 года переименована в ул. Герцена. 12 сентября 1991 года возвращено название Иваньская.
На южной стороне улицы расположена церковь Иоанна на Опоках и памятник В. И. Ленину. На северной сохранилась историческая застройка XVIII—XIX вв: здание Главпочтамта, бывший Дом губернатора (сейчас — Детская музыкальная школа им. Рахманинова).